# Pe (lettera)
Pē (ebraico: פ, finale ף; aramaico: ) è la diciassettesima lettera dell'alfabeto fenicio e di quello ebraico. Corrisponde alla P latina e alla Π greca e П cirillica.

## Forma e pronuncia
| Forma             | uso              | Pronuncia | Alfabeto         | Usata in                           |
| ----------------- | ---------------- | --------- | ---------------- | ---------------------------------- |
| פ                 | normale          | p o f     | ebraico          | Israele                            |
| ף                 | finale di parola | p o f     | ebraico          | Israele                            |
| (ormai in disuso) | arcaica          | p         | fenicio          | Fenicia (attuale Libano)           |
|                   | siriaca          | p         | Siriaco\Aramaico | Iraq, Iran, Siria, Israele e altri |